# Insigne des briseurs de blocus
Abzeichen für Blockadebrecher
L’insigne des briseurs de blocus (en allemand, Abzeichen für Blockadebrecher) est une décoration militaire allemande du Troisième Reich, créé le 1er avril 1941 et attribué aux civils de la marine marchande ayant des actions méritante dans le cadre d'une tentative de rupture d'un blocus de la Royal Navy lors de la Seconde Guerre mondiale.

## Historique
L’insigne des briseurs de blocus est institué le 1er avril 1941 par Adolf Hitler pour récompenser les équipages de navires civils et militaires contribuant à briser le blocus maritime imposé par la Royal Navy. Ce blocus affecte en effet la capacité de l’Allemagne à poursuivre la guerre en coupant son approvisionnement de certaines matières premières comme le caoutchouc et l’étain. L’insigne est conçu par Otto Placzek et l’attribution placée sous la responsabilité du Reichsverkehrsministerium, la décoration étant attribuée sur décision du ministre Julius Dorpmüller.
La capacité à délivrer l’insigne est transférée le 28 juin 1942 au Reichskommissar für die Seeschifffahrt, commissariat chargé de la marine marchande. Celui-ci reçoit également la possibilité de récompenser des faits ayant eu en haute-mer et dans les zones sous la responsabilité de l’Oberkommando der Marine. Toutefois le Gauleiter Karl Kaufmann sépare distinctement les civils des militaires, les premiers dépendant de lui tandis que l’attribution pour les seconds est décidée par le commandement de la Kriegsmarine. L’éligibilité est étendue le 13 août 1943 aux troupes de la Luftwaffe, mais cela reste dans ces cas-là la Kriegsmarine qui décide de l’attribution.

## Description

### Insigne

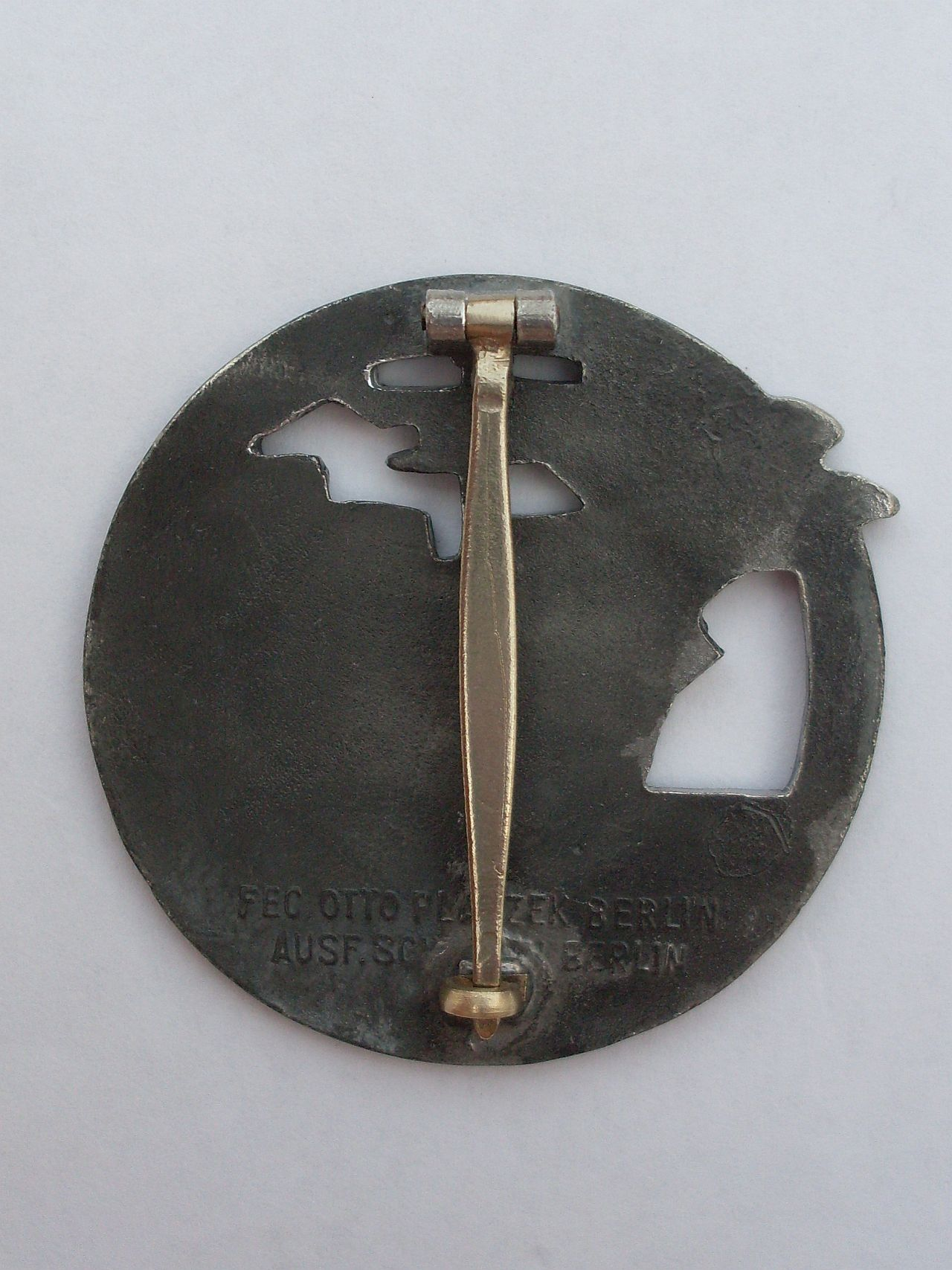
Revers d’un insigne type Schwerin. L’épingle n’est pas probablement pas d’origine.

L’insigne prend la forme d’un cercle de 50 mm de diamètre pour une masse d’environ 30 g,. Le pourtour est bordé d’une chaîne symbolisant le blocus, qui est brisée à gauche par l’étrange d’un navire marchand à la figure de proue proéminente représentant un aigle tenant la croix gammée dans ses serres. Le dessin montre une forte influence du style art déco. L’insigne est fabriquée par forgeage en tombac et est de couleur gris acier, à l’exception de l’aigle dont la finition est argentée. Il arrive occasionnellement que la chaîne ait la même finition ou que celle-ci, appliquée sous forme d’un lavis, déborde de l’aigle en raison d’une application peu soignée.
Le revers est la plupart du temps plat, bien que certains exemplaires fabriqués par Schwerin montrent une dépression centrale liée à la méthode de fabrication. Dans la partie basse se trouve la marque du fabricant, toujours précédée de l’inscription « FEC. OTTO PLACZEK BERLIN » attribuant à son auteur la conception de l’insigne.
l’épingle est dans la plupart des cas plus large au centre qu’au extrémités, bien qu’il existe quelques cas d’épingle de type aiguille.

### Emballage et accessoires
L’insigne est généralement remis dans une boîte rigide dont l’extérieur est couvert de similicuir bleu. L’intérieur du couvercle est garni du satin bleu foncé et la base de velours bleu clair. Celle-ci est divisée en deux emplacement, un pour l’insigne à gauche et un pour la miniature à droite. Vers la fin du conflit, l’insigne est parfois remis dans une simple enveloppe en papier en raison des pénuries de matériaux.
La miniature est destinée à être portée sur les vêtements civils. Celle-ci est composée d’un disque en tombac de 26 mm de diamètre reproduisant l’insigne, au revers et au sommet duquel est soudée une aiguille en acier de 50 mm dont le centre est décoré d’une torsade. L’ensemble de la miniature pèse environ 5,6 g.

## Attribution

### Civils
Entre la création de l’insigne le 1er avril 1941 et le 28 juin 1942, l’insigne est décerné aux civils sur décision du ministre des Transports du Reich, puis à partir de cette date par le Reichskommissar für die Seeschifffahrt jusqu’à la fin de la guerre. Les critères d’attribution n’évoluent toutefois pas après leur définition par Julius Dorpmüller le 2 mai 1941. Ceux-ci sont au nombre de quatre : avoir brisé le blocus en ramenant avec succès au port un navire chargé de marchandises, avoir sabordé son navire pour éviter sa capture par l’ennemi, avoir été blessé à bord d’un navire coulé par l’ennemi, avoir montré du courage pour éviter la capture de son navire.

### Militaires
Après le 28 juin 1942, les marins de la Kriegsmarine deviennent éligibles, mais l’attribution est déterminée par leur hiérarchie et non par le Reichskommissar für die Seeschifffahrt. Les critères sont également différents et définis par l’Oberkommando der Marine le 5 décembre 1942. Ceux-ci précisent que le candidat doit avoir été sur un navire civil ou militaire ayant quitté un port allié ou neutre situé en outre-mer et arrivé dans un port allemand ou contrôlé par les Allemands. Il doit également avoir transité par le détroit de Gibraltar ou emprunté le passage de Las-Palmas à Bordeaux, celui de Vigo à Hambourg ou être passé par la mer du Nord à l’ouest de Rotterdam et au nord de Narvik.
L’attribution est restreinte aux citoyens allemands ou des pays alliés, tandis que les prisonniers de guerre en transit sont exclus. Les personnels de la Luftwaffe deviennent éligibles à partir du 13 août 1943, mais l’attribution reste déterminée par l’OKM.

## Port
Les militaires portent l’insigne du côté gauche, à hauteur de la deuxième rangée de bouton de la veste. Si le porteur dispose également de la croix de fer de première classe, l’insigne se place en dessous à droite. Les civils ne portent en principe pas l’insigne, mais sa miniature. Cette règle n’est toutefois pas toujours respectée.

### Liste des fabricants
| Fabricant       | Marque | Dates de fabrication          | Caractéristiques distinctives                                                          |
| --------------- | --- | ----------------------------- | -------------------------------------------------------------------------------------- |
| A.G.M.u.K.      | Inscription AUSF. A.G.M.u.K. GABLONZ..                                                                                                | Deuxième quart 1941 à mi-1943 | Poitrine de l’aigle proéminente, rangée inférieure des fenêtres carrées                |
| Schwerin & Sohn | Grande variété d’inscriptions comportant généralement « SCHWERIN BERLIN » parfois suivi du chiffre 68 ou précédé de la mention AUSF.. | Deuxième quart 1941 à mi-1943 | Sept sabords au deuxième rang en partant du bas, rangée inférieure des fenêtres rondes |
| Rudolf Souval   | Initiales R.S. |                               |                                                                                        |